# Совещание расширенной редакции газеты «Пролетарий» в 1909 году
Совещание расширенной редакции газеты «Пролетарий» — совещание Большевистского центра 8 — 17 июня 1909 года в Париже по вопросу об отношении к ликвидаторам, отзовистам, ультиматистам и сторонникам богостроительства.

## Повестка
Совещание объявило о размежевании большевиков с отзовистами, осудила ультиматизм, богостроительство и организацию каприйской школы. Совещание также высказалось против созыва чисто большевистского съезда и за сближение с меньшевиками-партийцами. Было принято решение за отказ подчиниться решениям Совещания исключить А. А. Богданова из фракции.
Совещание определило организационное устройство Большевистского центра и приняло решение создать внутри него Русский большевистский центр состоящий из трёх членов, работающих в России. Было особо отмечено, что Русский большевистский центр может увеличить членство, расширив свой состав за счёт представителей областных организаций.
Совещанием была принята резолюция «О реорганизации Большевистского центра», которая установила, что членами Большевистского центра  «…являются товарищи, выбранные Лондонским съездом и несущие партийную работу по поручению или с согласия Большевистского Центра».

## Участники Совещания
На Совещании присутствовали члены Большевистского центра, избранного на заседании большевистской фракции пятого («Лондонского») съезда РСДРП:
- В. И. Ленин
- А. А. Богданов
- В. Л. Шанцер
- В. К. Таратута[5]
- Г. Е. Зиновьев
- Л. Б. Каменев
- И. Ф. Дубровинский
- А. И. Рыков
- И. П. Гольденберг
- представители из регионов:
- В. М. Шулятиков — Московская губерния
- М. П. Томский (Ефремов) — Санкт-Петербургская губерния
- Н. А. Скрыпник — Урал
- вели протоколы:
- Н. К. Крупская
- А. И. Любимов
- А. Н. Голубков (Давыдов) — секретарь русской части ЦК